# Aloe microstigma
Aloe microstigma é uma espécie de liliopsida do gênero Aloe, pertencente à família Asphodelaceae.